# 北环路街道 (临汾市)
北环路街道，是中国山西省临汾市霍州市下辖的一个乡镇级行政单位。

## 行政区划
北环路街道共辖以下地区：
建材路西居委会、永军居委会、建材路东居委会、北河居委会、北苑居委会、邢家泉村、永合村、北关村、三合村、沟口村。